# تاتسويا ميزونو
تاتسويا ميزونو (باليابانية: 水野竜也؛ بالكانا: みずの たつや) هو فنان قتال مختلط ياباني، ولد في 2 يونيو 1981 في إيباراكي في اليابان.

## وصلات خارجية
- تاتسويا ميزونو على موقع شيردوغ (الإنجليزية)
- تاتسويا ميزونو على موقع IMDb (الإنجليزية)